# Grigore Bălan
Grigore Bălan (n. 14 iulie 1896, Blăjenii de Sus, România – d. 13 septembrie 1944, Sinaia, Prahova, România) a fost un general român, care a luptat în cel de-al doilea război mondial.
A urmat școala militară, iar la absolvirea acesteia, în anul 1915, a fost avansat la gradul de sublocotenent.
Încă de la începutul lunii noiembrie 1918, Consiliul Național Român din Bistrița a lansat o proclamație. Vajnicul locotenent Grigore Bălan a fost citat printre „cei mai buni fii ai țării”. Încadrat în funcția de locțiitor al comandantului, tânărul ofițer a coordonat acțiunile întreprinse pentru luarea în stăpânire a cazărmilor fostului Regiment 17 Infanterie. 
A îndeplinit funcțiile de comandant al Grupului 5 Vânători de Munte (1941-1943), comandant secund al Diviziei 2 Munte (1943-1944) și comandant secund al Diviziei 1 Munte (1944). A fost decorat cu Ordinul Militar „Mihai Viteazul” cl. III „pentru devotamentul, priceperea și bravura personală, dovedite în luptele dela Malaja Belosjorka (25 Septemvrie - 2 Octomvrie 1941), când cu riscul vieții sale a reușit să țină lanțul întreg al rezistenții, nelăsând să se frângă rândurile bravelor batalioane ale grupului său. A fost pivotul brigăzii care a înlesnit manevra Corpul german”.
La începutul lunii septembrie 1944, Divizia 1 Munte lupta alături de Divizia de voluntari "Tudor Vladimirescu" pentru eliberarea orașului Sfântu Gheorghe. Aveau loc lupte grele cu puternice forțe inamice germane la Ilieni și pe malul stâng al râului Olt, la Chichiș. Colonelul Bălan a fost rănit grav de un foc de artilerie pe teritoriul localității Arcuș la 9 septembrie 1944. El a murit la spitalul din Sinaia patru zile mai târziu, fiind înaintat post-mortem la gradul de general de brigadă. A fost înmormântat în cimitirul militar din București.
Pentru eternizarea memoriei sale, un bulevard din municipiul Sfântu Gheorghe a primit numele generalului erou, iar la 150 m sud de podul de peste pârâul Arcuș, s-a ridicat o cruce pe locul unde generalul-erou a căzut grav rănit. De asemenea, numele său este purtat și de o stradă din municipiul Bistrița. În anul 1992 s-a construit un bust în curtea Comandamentului Brigăzii 1 Vânători de Munte din Bistrița (în prezent Brigada 81 Mecanizată).
Generalul Bălan a fost primul general român căzut la datorie pentru eliberarea Transilvaniei în al doilea război mondial.
A fost decorat post-mortem cu Ordinul „Mihai Viteazul”, în rang de Cavaler.

## Decorații
- Ordinul „Steaua României” cu spade în gradul de comandor cu panglică de „Virtute Militară” (17 ianuarie 1944)[2]
- „Frunza de Stejar”, la panglica de „Virtute Militară” a Ordinului „Steaua României” cu spade în gradul de comandor (12 mai 1945)[3]

## Legături externe
- Generals.dk - Grigore Balan